# سام أ. مصطفى
سام أ. مصطفي (بالإنجليزية: Sam A. Mustafa)‏ هو كاتب ومؤلف ومؤرخ أمريكي، ولد في 1965 في آكرون في الولايات المتحدة.